# IC 2567
IC 2567 је спирална галаксија у сазвјежђу Лав која се налази на листи објеката дубоког неба у Индекс каталогу.
Деклинација објекта је + 24° 39' 19" а ректасцензија 10h 21m 57,9s. Привидна величина (магнитуда) објекта IC 2567 износи 14,4 а фотографска магнитуда 15,4. IC 2567 је још познат и под ознакама MCG 4-25-10, CGCG 124-13, PGC 30339.